# Isolant

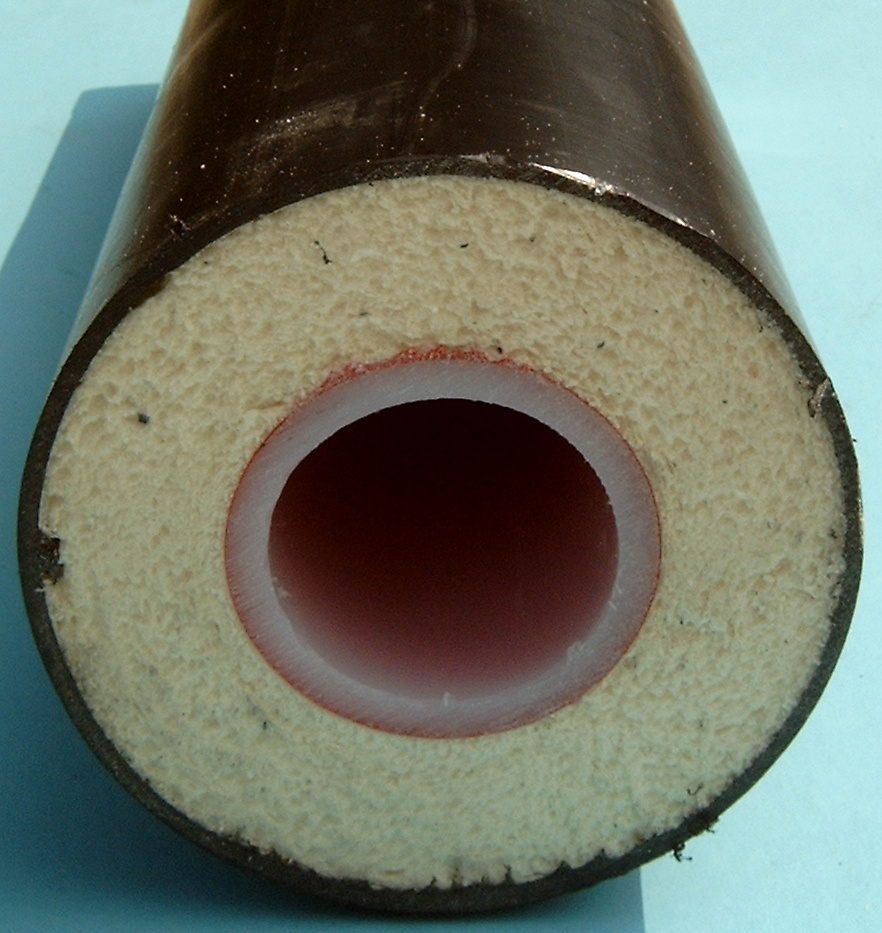
Complexe tuyau + isolant

Un isolant est un matériau solide ou un fluide qui limite les échanges d'énergie entre deux systèmes. On distingue : 
- les isolants électriques ;
- les isolants thermiques ;
- les isolants phoniques ;
- les isolants mécaniques.

Le contraire d'un isolant est un conducteur (électricité et chaleur), ou transmetteur (mécanique et son).

## Isolant électrique
En physique, le terme « isolant » renvoie historiquement d'abord à la propriété d'un corps qui ne transmet pas librement l'électricité. En électricité comme en électronique, un isolant, aussi appelé matériau diélectrique, est une partie d'un composant ayant pour fonction d'interdire le passage de tout courant électrique entre deux parties conductrices. Un isolant possède peu de charges libres, elles y sont piégées, contrairement à un matériau conducteur où les charges sont nombreuses et libres de se déplacer sous l'action d'un champ électromagnétique.

### Fluide isolant
Un fluide isolant peut être :
- une huile isolante : exemple dans les transformateurs ;
- un gaz isolant : exemple dans les postes électriques sous enveloppe métallique.

## Isolant thermique
En thermique, un isolant est un matériau n'ayant pas de conductivité thermique. Il s'oppose aux transferts de chaleur.
Il permet notamment d'éviter les fuites de chaleur : pertes de chaleur (dans une pièce chauffée, un four) ou gain de chaleur (un réfrigérateur, une chambre froide).
(voir article détaillé)
Exemples :, caoutchouc, polystyrène, etc.

## Isolant mécanique
Les silentbloc sont des systèmes permettant d'absorber les vibrations et les chocs. Ils sont très utilisés en mécanique, mais aussi pour limiter les effets des tremblements de terre. Par exemple, un amortisseur permet de limiter ou d’atténuer le déplacement d'une pièce mécanique ; ils sont très utilisés, entre autres, dans l'automobile.

## Isolant phonique
Les isolants phoniques sont utilisés dans tous les domaines où le bruit est considéré comme une nuisance mais aussi lorsque les échos peuvent perturber la qualité du son (salle de concert par exemple)

## Rapport entre les isolants électriques et thermiques
La conduction de la chaleur, dans les métaux, est assurée par les électrons de valence. Bon conducteur électrique signifie en général bon conducteur thermique. Mais la réciproque n'est pas nécessairement exacte : il existe des matériaux, comme l'oxyde de béryllium (BeO, matériau très toxique) et, surtout, le carbone-diamant (limité pour l'instant à l'électronique hyperfréquence, domaine où les composants à refroidir sont assez coûteux et petits pour que le surcoût du diamant soit acceptable), bons conducteurs de la chaleur et isolants électriques. On les emploie précisément dans les composants électroniques pour dissiper la chaleur produite par effet Joule sans provoquer de court-circuit. Les huiles minérales sont également de bons conducteurs thermiques et isolants au sens électrique (on se souviendra du pyralène, par exemple). On pourra aussi citer la graisse aux silicones utilisée entre autres pour améliorer le contact thermique entre un composant électronique et son radiateur.
Enfin, il existe des isolants thermiques et électriques, comme le quartz, et la laine de verre par exemple.

## Enjeux environnementaux
L'isolation permet généralement des systèmes plus efficients et sobres en énergie. Par exemple :
- l'isolation thermique permet de fortement diminuer l'empreinte écologique d'un bâtiment et de ses usagers. Très souvent elle se traduit aussi par une amélioration de l'isolation acoustique.
- Une bonne isolation électrique permet de réduire les pertes à la terre, et d'économiser de l'électricité (sur l'éclairage public par exemple)
- L'isolation thermique et phonique peut de plus être faite avec des matériaux dits « écologiques » (écomatériaux).

Depuis quelques années, et notamment à la suite des problèmes posés par l'amiante, un nombre croissant de maîtres d'ouvrages cherchent en effet à améliorer les écobilans de l'isolation, avec des matériaux moins toxiques et moins écotoxiques, recyclés ou recyclables, peu consommateurs d'énergie, produits plus localement, et éventuellement puits de carbone.
De tels isolants sont généralement imposés par les approches HQE (haute qualité environnementale appliquée au bâtiment) ou encouragés par certaines collectivités.

## Financement des isolants thermiques

### France

#### Certificats d'économies d'énergie
Les opérations d'isolation des murs par l'intérieur et par l'extérieur ainsi que de toitures, combles, et toitures terrasses peuvent être financier par le dispositif des certificats d'économies d'énergie, introduit par la loi de Programmation et d'orientation de la politique énergétique (POPE). Le gouvernement impose aux fournisseurs d'énergies français d'inciter les professionnels et les particuliers à réduire leur consommation énergétique, par le versement d'aides financières qui varient selon les types de travaux et de la politique de financement, et la zone climatique dans laquelle sont effectués les travaux.
Exemple de financement : une opération d'isolation de comble ou toiture de 1 600 m2 en Île-de-France a été financé à hauteur de 18 %.